# 彭原镇
彭原镇，是中华人民共和国甘肃省庆阳市西峰区下辖的一个乡镇级行政单位。
2014年，甘肃省民政厅批复同意撤销彭原乡，设立彭原镇。

## 行政区划
彭原镇下辖以下地区：
李家寺村、下庄村、刘家岭村、彭原村、鄢旗坳村、上何村、芦渠村、草滩村、义门村、杨坳村、周寨村、邵家寺村、顾咀村、五郎铺村和赵沟畎村。